# Dmitrij Kozontjuk

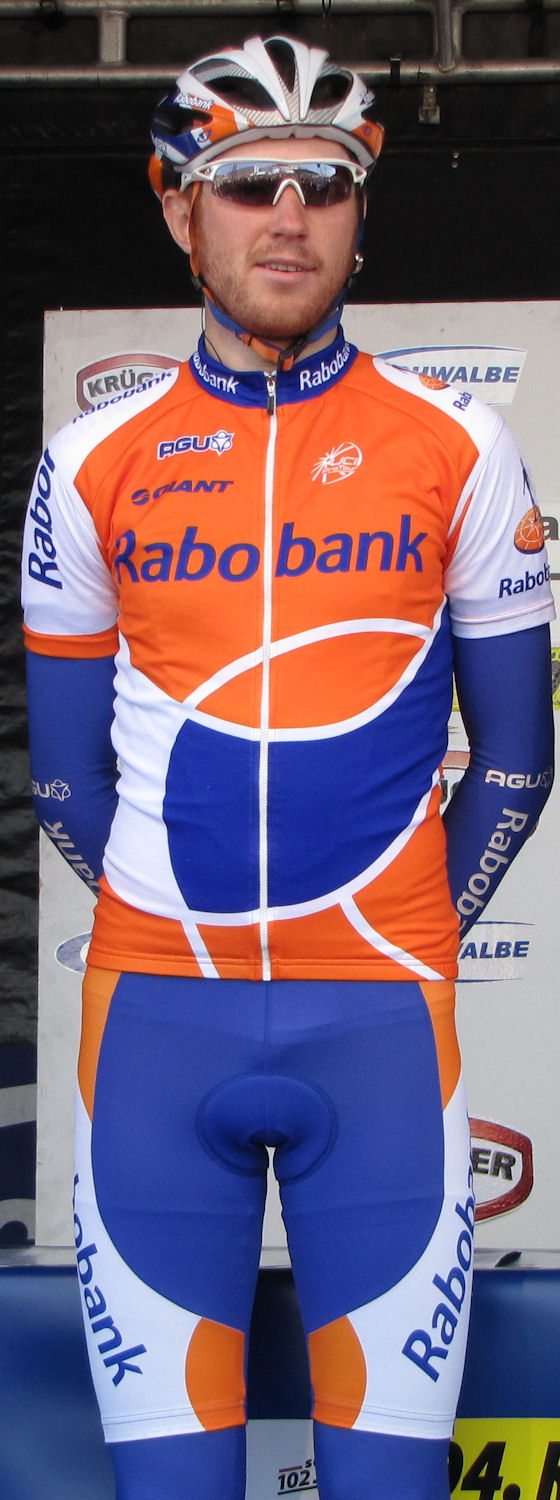
Dmitrij Kozontjuk.

Dmitrij Anatoljevitj Kozontjuk, ryska: Дмитрий Анатольевич Козончук, född den 5 april 1984 i Voronesj, Ryssland, är en rysk professionell tävlingscyklist. Han blev professionell år 2007 med det nederländska UCI ProTour-stallet Rabobank. Innan Kozontjuk blev professionell cyklade han med Rabobank Continental Team.
Som amatör i Rabobank Continental Team vann Kozontjuk bland annat Paris–Roubaix Espoirs 2005. Under sin tid i det nederländska amatörstallet vann han också Cinturon a Mallorca, Triptyque des Monts et Châteaux, Thüringen Rundfahrt och Vuelta a Léon. Han vann också en etapp på Thüringen-Rundfahrt 2006. Under sina juniorår i St Petersburgs cykellag vann ryssen Giro della Basilicata 2003.
Kozontjuk har ännu inga segrar som professionell.
Dmitrij Kozontjuk deltog i Giro d'Italia 2007 och 2008. Han medverkade också i Vuelta a España under säsongen 2008.
Under säsongen 2009 slutade ryssen på nionde plats på Hel van het Mergelland.

## Meriter
2004
En etapp - Olympia's Tour
En etapp - Triptyque des Barrages
2005
Paris–Roubaix Espoirs (U23)
Sammanställningen och en etapp - Cinturon a Mallorca
2006
En etapp - Thüringen-Rundfahrt (U23)

## Stall
- Rabobank Continental Team 2005–2006
- Rabobank 2007–2010
- Geox-TMC 2011
- RusVelo 2012–